# Javille Brooks
Javille Brooks (* 21. September 1984 in North Side) ist ein anguillanischer Fußballspieler auf der Position eines Stürmers. Er ist aktuell für den Attackers FC und die Anguillanische Fußballnationalmannschaft aktiv.

## Karriere

### Verein
Seine Vereinskarriere verbrachte Brooks bislang in seiner anguillanischen Heimat. Seit 2020 steht er im Kader des Erstligisten Attackers FC aus der Hauptstadt The Valley. In seiner Debütsaison erreichte er mit der Mannschaft den vierten Tabellenrang. Zwei Jahre später wurde Brooks an der Seite von Khaloni Richardson und Torjäger Ricardo John anguillanischer Vizemeister. Erst im Playoff-Finale unterlagen die Attackers gegen die Roaring Lions mit 5:3 nach Elfmeterschießen. Auch in der darauffolgenden Saison konnte er keinen Titel gewinnen. Weitere Informationen zu seiner Karriere, vor allem aus den Jahren vor 2020, geben die Quellen jedoch nicht her.

### Nationalmannschaft
Sein Debüt für die Anguillanische Fußballnationalmannschaft gab Brooks wenige Tage nach seinem 26. Geburtstag, am 2. Oktober 2010 im Rahmen der Karibikmeisterschaft gegen die Auswahl von Puerto Rico (3:1). Im zweiten Gruppenspiel gegen die Cayman Islands (1:4) erzielte er in der 33. Spielminute sein erstes Länderspieltor. Auch im letzten Gruppenspiel gegen Saint-Martin (2:1) erzielte Brooks in der 19. Minute der Ausgleichstreffer zum zwischenzeitlichen 1:1. Im darauffolgenden Jahr absolvierte er ein Freundschaftsspiel gegen die Amerikanischen Jungferninseln (0:0) und kam im gleichen Jahr auch in beiden Qualifikationsspielen zur WM 2014 gegen die Mannschaft der Dominikanischen Republik (0:2 und 4:0) zum Einsatz. Danach dauerte es knapp zehn Jahre, ehe der Angriffsspieler wieder in die Nationalmannschaft Anguillas berufen wurde. Er nahm an Qualifikationsspielen zur Fußball-Weltmeisterschaft (2022) und der CONCACAF Nations League (2022/23) teil, konnte jedoch keine nennenswerten Erfolge erzielen. Seinen bisher letzten Einsatz für die Dolphins absolvierte Brooks am 24. März 2023 im Rahmen der CONCACAF Nations League gegen die Auswahl des karibischen Inselstaates St. Lucia (1:2).